# Tharra kalypso
Tharra kalypso är en insektsart som beskrevs av George Willis Kirkaldy 1907. Tharra kalypso ingår i släktet Tharra och familjen dvärgstritar. Inga underarter finns listade i Catalogue of Life.